# Марко Думнић
Марко Думнић је српски сликар који живи у Италији.